# Porphyrosela teramni
Porphyrosela teramni är en fjärilsart som beskrevs av Lajos Vári 1961. Porphyrosela teramni ingår i släktet Porphyrosela och familjen styltmalar. Inga underarter finns listade i Catalogue of Life.